# Tour de France 2011
Tour de France 2011 var den 98. udgave af Tour de France og blev arrangeret fra 2. til 24. juli 2011. Som i 2008 startede løbet med en almindelig fællesstart, ikke med en prolog. Første etape var 191,5 km og gik fra Passage du Gois til Mont des Alouettes. Det var femte gang Touren startede i Vendée-regionen. Løbet blev afsluttet på Champs-Elysées i Paris 24. juli.
Australieren Cadel Evans vandt løbet, efter at have overtaget føringen under enkeltstarten på den næstsidste dag. Han blev den første australske vinder af løbet, og i en alder af 34, er han den ældste vinder efter 2. verdenskrig. Andy Schleck fra Luxembourg blev nummer to, tredje år i træk, mens hans bror Fränk Schleck blev tredjemand. Mark Cavendish blev den første britiske vinder af den grønne pointtrøje og Samuel Sánchez fra Spanien vandt bjergtrøjen.

## Deltagere

### Holdene
Alle 18 UCI ProTour-hold blev obligatorisk inviteret og var forpligtet til at deltage i løbet. Derudover blev fire franske professionelle kontinentalhold udtaget til løbet.
Det komplette liste af deltagende hold
| - Ag2r-La Mondiale - Astana - BMC Racing Team - Cofidis* - Europcar* - Euskaltel-Euskadi - FDJ* - Garmin-Cervélo | - HTC-Highroad - Lampre-ISD - Leopard Trek - Liquigas-Cannondale - Omega Pharma-Lotto - Quick Step - Rabobank | - Saur-Sojasun* - Team Katusha - Team Movistar - Team RadioShack - Team Saxo Bank-SunGard - Team Sky - Vacansoleil-DCM |

(*) = inviteret pro-kontinentalhold

### Ryttere
Danmark var repræsenteret ved Chris Anker Sørensen, Nicki Sørensen, Brian Vandborg (Team Saxo Bank-SunGard), Jakob Fuglsang (Team Leopard-Trek) og Lars Bak (HTC-Highroad).
| Nationer                                                                                    | Antal ryttere |
| ------------------------------------------------------------------------------------------- | ------------- |
| Frankrig                                                                                    | 45            |
| Spanien                                                                                     | 26            |
| Belgien, Italien                                                                            | 15            |
| Holland, Tyskland                                                                           | 12            |
| USA                                                                                         | 10            |
| Rusland                                                                                     | 9             |
| Australien                                                                                  | 6             |
| Danmark, Kasakhstan, Storbritannien                                                         | 5             |
| Slovenien, Schweiz                                                                          | 4             |
| Polen, Ukraine                                                                              | 3             |
| Colombia, Litauen, Luxembourg, Norge, Portugal                                              | 2             |
| Canada, Costa Rica, Estland, Hviderusland, Irland, New Zealand, Slovakiet, Tjekkiet, Østrig | 1             |
| Totalt                                                                                      | 198           |

## Etaper
| Etape     | Dato     | Start                     | Mål                  | Km       | Type           | Type           | Etapevinder                | Den gule trøje         |
| --------- | -------- | ------------------------- | -------------------- | -------- | -------------- | -------------- | -------------------------- | ---------------------- |
| 1. etape  | 2. juli  | Passage du Gois           | Mont des Alouettes   | 191,5    | Flad etape     | Flad           | Philippe Gilbert (OLO)     | Philippe Gilbert (OLO) |
| 2. etape  | 3. juli  | Les Essarts               | Les Essarts          | 23       | Holdtidskørsel | Holdtidskørsel | Garmin-Cervélo             | Thor Hushovd (GRM)     |
| 3. etape  | 4. juli  | Olonne-sur-Mer            | Redon                | 198      | Flad etape     | Flad           | Tyler Farrar (GRM)         | Thor Hushovd (GRM)     |
| 4. etape  | 5. juli  | Lorient                   | Mûr-de-Bretagne      | 172,5    | Flad etape     | Flad           | Cadel Evans (BMC)          | Thor Hushovd (GRM)     |
| 5. etape  | 6. juli  | Carhaix                   | Cap Fréhel           | 164,5    | Flad etape     | Flad           | Mark Cavendish (THR)       | Thor Hushovd (GRM)     |
| 6. etape  | 7. juli  | Dinan                     | Lisieux              | 226,5    | Flad etape     | Flad           | Edvald Boasson Hagen (SKY) | Thor Hushovd (GRM)     |
| 7. etape  | 8. juli  | Le Mans                   | Châteauroux          | 218      | Flad etape     | Flad           | Mark Cavendish (THR)       | Thor Hushovd (GRM)     |
| 8. etape  | 9. juli  | Aigurande                 | Super-Besse          | 189      | Kuperet etape  | Kuperet        | Rui Costa (MOV)            | Thor Hushovd (GRM)     |
| 9. etape  | 10. juli | Issoire                   | Saint-Flour          | 208      | Kuperet etape  | Kuperet        | Luis León Sánchez (RAB)    | Thomas Voeckler (EUC)  |
| H         | 11. juli | Hviledag                  | Hviledag             | Hviledag | Hviledag       | Hviledag       | Hviledag                   | Hviledag               |
| 10. etape | 12. juli | Aurillac                  | Carmaux              | 158      | Flad etape     | Flad           | André Greipel (OLO)        | Thomas Voeckler (EUC)  |
| 11. etape | 13. juli | Blaye-les-Mines           | Lavaur               | 167,5    | Flad etape     | Flad           | Mark Cavendish (THR)       | Thomas Voeckler (EUC)  |
| 12. etape | 14. juli | Cugnaux                   | Luz-Ardiden          | 211      | Bjergetape     | Bjergetape     | Samuel Sánchez (EUS)       | Thomas Voeckler (EUC)  |
| 13. etape | 15. juli | Pau                       | Lourdes              | 152,5    | Bjergetape     | Bjergetape     | Thor Hushovd (GRM)         | Thomas Voeckler (EUC)  |
| 14. etape | 16. juli | Saint-Gaudens             | Plateau de Beille    | 168,5    | Bjergetape     | Bjergetape     | Jelle Vanendert (OLO)      | Thomas Voeckler (EUC)  |
| 15. etape | 17. juli | Limoux                    | Montpellier          | 192,5    | Flad etape     | Flad           | Mark Cavendish (THR)       | Thomas Voeckler (EUC)  |
| H         | 18. juli | Hviledag                  | Hviledag             | Hviledag | Hviledag       | Hviledag       | Hviledag                   | Hviledag               |
| 16. etape | 19. juli | Saint-Paul-Trois-Châteaux | Gap                  | 162,5    | Kuperet etape  | Kuperet        | Thor Hushovd (GRM)         | Thomas Voeckler (EUC)  |
| 17. etape | 20. juli | Gap                       | Pinerolo             | 179      | Bjergetape     | Bjergetape     | Edvald Boasson Hagen (SKY) | Thomas Voeckler (EUC)  |
| 18. etape | 21. juli | Pinerolo                  | Serre-Chevalier      | 200,5    | Bjergetape     | Bjergetape     | Andy Schleck (LEO)         | Thomas Voeckler (EUC)  |
| 19. etape | 22. juli | Modane                    | L'Alpe d'Huez        | 109,5    | Bjergetape     | Bjergetape     | Pierre Rolland (EUC)       | Andy Schleck (LEO)     |
| 20. etape | 23. juli | Grenoble                  | Grenoble             | 42,5     | Enkeltstart    | Enkeltstart    | Tony Martin (THR)          | Cadel Evans (BMC)      |
| 21. etape | 24. juli | Créteil                   | Paris Champs-Élysées | 95       | Flad etape     | Flad           | Mark Cavendish (THR)       | Cadel Evans (BMC)      |

## Trøjernes fordeling gennem løbet
| Etape  | Vinder               | Gule førertrøje Maillot jaune | Prikkede bjergtrøje Maillot à pois rouges | Grønne pointtrøje Maillot vert | Hvide ungdomstrøje Maillot blanc | Holdkonkurrence Classement par équipe | Angrebskonkurrence Prix de combativité |
| ------ | -------------------- | ----------------------------- | ----------------------------------------- | ------------------------------ | -------------------------------- | ------------------------------------- | -------------------------------------- |
| 1      | Philippe Gilbert     | Philippe Gilbert              | Philippe Gilbert                          | Philippe Gilbert               | Geraint Thomas                   | Omega Pharma-Lotto                    | Perrig Quemeneur                       |
| 2      | Garmin-Cervélo       | Thor Hushovd                  | Philippe Gilbert                          | Philippe Gilbert               | Geraint Thomas                   | Garmin-Cervélo                        | ikke uddelt (holdtidskørsel)           |
| 3      | Tyler Farrar         | Thor Hushovd                  | Philippe Gilbert                          | José Joaquín Rojas             | Geraint Thomas                   | Garmin-Cervélo                        | Mickaël Delage                         |
| 4      | Cadel Evans          | Thor Hushovd                  | Cadel Evans                               | José Joaquín Rojas             | Geraint Thomas                   | Garmin-Cervélo                        | Jérémy Roy                             |
| 5      | Mark Cavendish       | Thor Hushovd                  | Cadel Evans                               | Philippe Gilbert               | Geraint Thomas                   | Garmin-Cervélo                        | José Iván Gutiérrez                    |
| 6      | Edvald Boasson Hagen | Thor Hushovd                  | Johnny Hoogerland                         | Philippe Gilbert               | Geraint Thomas                   | Garmin-Cervélo                        | Adriano Malori                         |
| 7      | Mark Cavendish       | Thor Hushovd                  | Johnny Hoogerland                         | José Joaquín Rojas             | Robert Gesink                    | Garmin-Cervélo                        | Yannick Talabardon                     |
| 8      | Rui Costa            | Thor Hushovd                  | Tejay van Garderen                        | Philippe Gilbert               | Robert Gesink                    | Garmin-Cervélo                        | Tejay van Garderen                     |
| 9      | Luis León Sánchez    | Thomas Voeckler               | Johnny Hoogerland                         | Philippe Gilbert               | Robert Gesink                    | Europcar                              | Hoogerland og Flecha                   |
| 10     | André Greipel        | Thomas Voeckler               | Johnny Hoogerland                         | Philippe Gilbert               | Robert Gesink                    | Europcar                              | Marco Marcato                          |
| 11     | Mark Cavendish       | Thomas Voeckler               | Johnny Hoogerland                         | Mark Cavendish                 | Robert Gesink                    | Europcar                              | Mickaël Delage                         |
| 12     | Samuel Sánchez       | Thomas Voeckler               | Samuel Sánchez                            | Mark Cavendish                 | Arnold Jeannesson                | Team Leopard-Trek                     | Geraint Thomas                         |
| 13     | Thor Hushovd         | Thomas Voeckler               | Jérémy Roy                                | Mark Cavendish                 | Arnold Jeannesson                | Garmin-Cervélo                        | Jérémy Roy                             |
| 14     | Jelle Vanendert      | Thomas Voeckler               | Jelle Vanendert                           | Mark Cavendish                 | Rigoberto Urán                   | Team Leopard-Trek                     | Sandy Casar                            |
| 15     | Mark Cavendish       | Thomas Voeckler               | Jelle Vanendert                           | Mark Cavendish                 | Rigoberto Urán                   | Team Leopard-Trek                     | Niki Terpstra                          |
| 16     | Thor Hushovd         | Thomas Voeckler               | Jelle Vanendert                           | Mark Cavendish                 | Rigoberto Urán                   | Garmin-Cervélo                        | Mikhail Ignatjev                       |
| 17     | Edvald Boasson Hagen | Thomas Voeckler               | Jelle Vanendert                           | Mark Cavendish                 | Rigoberto Urán                   | Garmin-Cervélo                        | Rubén Pérez                            |
| 18     | Andy Schleck         | Thomas Voeckler               | Jelle Vanendert                           | Mark Cavendish                 | Rein Taaramäe                    | Garmin-Cervélo                        | Andy Schleck                           |
| 19     | Pierre Rolland       | Andy Schleck                  | Samuel Sánchez                            | Mark Cavendish                 | Pierre Rolland                   | Garmin-Cervélo                        | Alberto Contador                       |
| 20     | Tony Martin          | Cadel Evans                   | Samuel Sánchez                            | Mark Cavendish                 | Pierre Rolland                   | Garmin-Cervélo                        | ikke uddelt (enkeltstart)              |
| 21     | Mark Cavendish       | Cadel Evans                   | Samuel Sánchez                            | Mark Cavendish                 | Pierre Rolland                   | Garmin-Cervélo                        | ikke uddelt                            |
| Samlet | Samlet               | Cadel Evans                   | Samuel Sánchez                            | Mark Cavendish                 | Pierre Rolland                   | Garmin-Cervélo                        | Jérémy Roy                             |

Trøjebærere når en rytter fører to eller flere konkurrencer
- På 2. etape; Cadel Evans bar den grønne pointtrøje og Thor Hushovd den prikkede bjergtrøje.
- På 3. etape; Cadel Evans bar den den prikkede bjergtrøje.
- På 10. etape; Både Johnny Hoogerland og Juan Antonio Flecha bar det røde rygnummer. De blev begge tildelt prisen som etapens mest angrebsivrige rytter, da de blev kørt ned af en bil fra fransk tv og måtte kæmpe sig i mål.[2]

## Slutresultater
|    | Rytter                       | Hold                | Tid      |
| -- | ---------------------------- | ------------------- | -------- |
| 1  | Cadel Evans (AUS)            | BMC Racing Team     | 86:12.22 |
| 2  | Andy Schleck (LUX)           | Team Leopard-Trek   | + 1.34   |
| 3  | Fränk Schleck (LUX)          | Team Leopard-Trek   | + 2.30   |
| 4  | Thomas Voeckler (FRA)        | Europcar            | + 3.20   |
| 5  | Alberto Contador (ESP)       | Saxo Bank-SunGard   | + 3.57   |
| 6  | Samuel Sánchez (ESP)         | Euskaltel-Euskadi   | + 4.55   |
| 7  | Damiano Cunego (ITA)         | Lampre-ISD          | + 6.05   |
| 8  | Ivan Basso (ITA)             | Liquigas-Cannondale | + 7.23   |
| 9  | Tom Danielson (USA)          | Garmin-Cervélo      | + 8.15   |
| 10 | Jean-Christophe Péraud (FRA) | Ag2r-La Mondiale    | + 10.11  |

|    | Rytter                  | Hold               | Point |
| -- | ----------------------- | ------------------ | ----- |
| 1  | Samuel Sánchez (ESP)    | Euskaltel-Euskadi  | 108   |
| 2  | Andy Schleck (LUX)      | Team Leopard-Trek  | 98    |
| 3  | Jelle Vanendert (BEL)   | Omega Pharma-Lotto | 74    |
| 4  | Cadel Evans (AUS)       | BMC Racing Team    | 58    |
| 5  | Fränk Schleck (LUX)     | Team Leopard-Trek  | 56    |
| 6  | Alberto Contador (ESP)  | Saxo Bank-SunGard  | 51    |
| 7  | Jérémy Roy (FRA)        | FDJ                | 45    |
| 8  | Pierre Rolland (FRA)    | Europcar           | 44    |
| 9  | Maksim Iglinskij (KAZ)  | Astana Pro Team    | 40    |
| 10 | Johnny Hoogerland (NED) | Vacansoleil-DCM    | 40    |

|    | Rytter                     | Hold               | Point |
| -- | -------------------------- | ------------------ | ----- |
| 1  | Mark Cavendish (GBR)       | HTC-Highroad       | 334   |
| 2  | José Joaquín Rojas (ESP)   | Movistar Team      | 272   |
| 3  | Philippe Gilbert (BEL)     | Omega Pharma-Lotto | 236   |
| 4  | Cadel Evans (AUS)          | BMC Racing Team    | 208   |
| 5  | Thor Hushovd (NOR)         | Garmin-Cervélo     | 195   |
| 6  | Edvald Boasson Hagen (NOR) | Team Sky           | 192   |
| 7  | André Greipel (GER)        | Omega Pharma-Lotto | 160   |
| 8  | Tyler Farrar (USA)         | Garmin-Cervélo     | 127   |
| 9  | Samuel Sánchez (ESP)       | Euskaltel-Euskadi  | 105   |
| 10 | Alberto Contador (ESP)     | Saxo Bank-SunGard  | 105   |

|    | Rytter                  | Hold            | Tid       |
| -- | ----------------------- | --------------- | --------- |
| 1  | Pierre Rolland (FRA)    | Europcar        | 86:23.05  |
| 2  | Rein Taaramäe (EST)     | Cofidis         | + 0.46    |
| 3  | Jérôme Coppel (FRA)     | Saur-Sojasun    | + 7.53    |
| 4  | Arnold Jeannesson (FRA) | FDJ             | + 10.37   |
| 5  | Rob Ruijgh (NED)        | Vacansoleil-DCM | + 22.21   |
| 6  | Rigoberto Urán (COL)    | Team Sky        | + 32.05   |
| 7  | Geraint Thomas (GBR)    | Team Sky        | + 50.05   |
| 8  | Robert Gesink (NED)     | Rabobank        | +54.26    |
| 9  | Cyril Gautier (FRA)     | Europcar        | + 1:17.00 |
| 10 | Andrej Zejts (KAZ)      | Astana Pro Team | + 1:21.05 |